# David Jones (hockey sur glace)
Pour les articles homonymes, voir Jones et David Jones.
David Jones (né le 10 août 1984 à Guelph, Ontario, au Canada) est un joueur professionnel canadien de hockey sur glace.

## Carrière de joueur
Il fut un choix de 9e ronde de l'Avalanche du Colorado lors du repêchage d'entrée de la Ligue nationale de hockey en 2003 alors qu'il évoluait pour l'Express de Coquitlam. Il joua une autre saison avec l'Express avant de joindre les rangs universitaires avec le Big Green du Collège Dartmouth dans la National Collegiate Athletic Association.
Après trois saisons avec le Big Green, il décida de devenir professionnel. C'est ainsi qu'il rejoint le club-école de l'Avalanche, les Monsters du lac Érié dans la Ligue américaine de hockey. Cette saison-là, il jouera aussi ses premières parties dans la LNH. Le 11 mars 2008, il marque son premier but dans la LNH et ajoute aussi deux assistances.
Jones connaît sa meilleure production offensive avec 47 points dont 27 buts durant la saison 2010-2011. Il signe un nouveau contrat d'un an avec l'Avalanche, le 29 juin 2011.
Le 7 juin 2012, il s'entend sur un nouveau contrat de 4 ans, total de 16 M $ avec l'Avalanche. Sa pire saison sera la saison 2012-2013. Il ne totalise que 9 points en 33 parties. Il est alors échangé le 27 juin 2013, aux Flames de Calgary avec son coéquipier Shane O'Brien en échange d'Alex Tanguay et Cory Sarich.
À la date limite des transactions 2016, il est à nouveau échangé et cette fois-ci, au Wild du Minnesota. Les Flames reçoivent un choix de sixième ronde au repêchage 2016 et le gardien Niklas Bäckström en retour.

## Statistiques
| Saison     | Équipe                 | Ligue      |     | Saison régulière | Saison régulière | Saison régulière | Saison régulière | Saison régulière |   | Séries éliminatoires | Séries éliminatoires | Séries éliminatoires | Séries éliminatoires | Séries éliminatoires |
| Saison     | Équipe                 | Ligue      | PJ  | B                | A                | Pts              | Pun              | PJ               | B | A                    | Pts                  | Pun                  |                      |                      |
| 2000-2001  | PoCo Bucs              | PIJHL      | 40  | 18               | 11               | 29               | 33               | -                | - | -                    | -                    | -                    |                      |                      |
| 2001-2002  | Express de Coquitlam   | LHCB       | 59  | 19               | 32               | 51               | 62               | -                | - | -                    | -                    | -                    |                      |                      |
| 2002-2003  | Express de Coquitlam   | LHCB       | 35  | 9                | 19               | 28               | 55               | 7                | 2 | 6                    | 8                    | 8                    |                      |                      |
| 2003-2004  | Express de Coquitlam   | LHCB       | 53  | 33               | 60               | 93               | 78               | 7                | 3 | 6                    | 9                    | 4                    |                      |                      |
| 2004-2005  | Big Green de Dartmouth | NCAA       | 34  | 9                | 5                | 14               | 26               | -                | - | -                    | -                    | -                    |                      |                      |
| 2005-2006  | Big Green de Dartmouth | NCAA       | 33  | 17               | 17               | 34               | 38               | -                | - | -                    | -                    | -                    |                      |                      |
| 2006-2007  | Big Green de Dartmouth | NCAA       | 33  | 18               | 26               | 44               | 22               | -                | - | -                    | -                    | -                    |                      |                      |
| 2007-2008  | Monsters du lac Érié   | LAH        | 45  | 14               | 16               | 30               | 16               | -                | - | -                    | -                    | -                    |                      |                      |
| 2007-2008  | Avalanche du Colorado  | LNH        | 27  | 2                | 4                | 6                | 8                | 10               | 0 | 1                    | 1                    | 6                    |                      |                      |
| 2008-2009  | Avalanche du Colorado  | LNH        | 40  | 8                | 5                | 13               | 8                | -                | - | -                    | -                    | -                    |                      |                      |
| 2009-2010  | Avalanche du Colorado  | LNH        | 23  | 10               | 6                | 16               | 2                | -                | - | -                    | -                    | -                    |                      |                      |
| 2010-2011  | Avalanche du Colorado  | LNH        | 77  | 27               | 18               | 45               | 28               | -                | - | -                    | -                    | -                    |                      |                      |
| 2011-2012  | Avalanche du Colorado  | LNH        | 72  | 20               | 17               | 37               | 32               | -                | - | -                    | -                    | -                    |                      |                      |
| 2012-2013  | Avalanche du Colorado  | LNH        | 33  | 3                | 6                | 9                | 6                | -                | - | -                    | -                    | -                    |                      |                      |
| 2013-2014  | Flames de Calgary      | LNH        | 48  | 9                | 8                | 17               | 10               | -                | - | -                    | -                    | -                    |                      |                      |
| 2014-2015  | Flames de Calgary      | LNH        | 67  | 14               | 16               | 30               | 18               | 11               | 2 | 3                    | 5                    | 2                    |                      |                      |
| 2015-2016  | Flames de Calgary      | LNH        | 59  | 9                | 6                | 15               | 10               | -                | - | -                    | -                    | -                    |                      |                      |
| 2015-2016  | Wild du Minnesota      | LNH        | 16  | 2                | 1                | 3                | 0                | 6                | 0 | 1                    | 1                    | 0                    |                      |                      |
| Totaux LNH | Totaux LNH             | Totaux LNH | 462 | 104              | 87               | 191              | 122              | 27               | 2 | 5                    | 7                    | 8                    |                      |                      |